# Seník (Jankovice)
Seník je vesnice, část obce Jankovice v okrese Pardubice. Nachází se asi 1,5 km na jih od Jankovic. První písemná zmínka o obci pochází z roku 1543. V roce 2009 zde bylo evidováno 131 adres. V roce 2001 zde trvale žilo 56 obyvatel.
Seník je také název katastrálního území o rozloze 3,21 km2.